# (466818) 2015 BU148
(466818) 2015 BU148 es un asteroide perteneciente al cinturón de asteroides, descubierto el 11 de enero de 1994 por el equipo Spacewatch desde el Observatorio Nacional de Kitt Peak (Arizona, Estados Unidos).